# Temporada 1995-96 de los Utah Jazz
La temporada 1995-96 fue la vigesimosegunda de los Jazz en la NBA, y la decimoséptima en su ubicación en Salt Lake City, tras cinco temporadas en Nueva Orleans. La temporada regular acabó con 55 victorias y 27 derrotas, ocupando el tercer puesto de la Conferencia Oeste, clasificádose para los playoffs, en los que cayeron en las finales de conferencia ante los Seattle SuperSonics.

## Elecciones en elDraft
| Ronda | Puesto | Jugador       | Posición | Nacionalidad   | Universidad |
| ----- | ------ | ------------- | -------- | -------------- | ----------- |
| 1     | 28     | Greg Ostertag | Pívot    | Estados Unidos | Kansas      |

## Temporada regular
| División Medio Oeste   | División Medio Oeste | División Medio Oeste | División Medio Oeste | División Medio Oeste | División Medio Oeste | División Medio Oeste | División Medio Oeste | División Medio Oeste |
| Equipo                 | G                    | P                    | %                    | PD                   | Casa                 | Fuera                | Div                  |                      |
| ---------------------- | -------------------- | -------------------- | -------------------- | -------------------- | -------------------- | -------------------- | -------------------- | -------------------- |
| y-San Antonio Spurs    | 59                   | 23                   | .720                 | –                    | 33–8                 | 26–15                | 19–5                 |                      |
| x-Utah Jazz            | 55                   | 27                   | .671                 | 4                    | 34–7                 | 21–20                | 14–10                |                      |
| x-Houston Rockets      | 48                   | 34                   | .585                 | 11                   | 27–14                | 21–20                | 15–9                 |                      |
| Denver Nuggets         | 35                   | 47                   | .427                 | 24                   | 24–17                | 11–30                | 13–11                |                      |
| Minnesota Timberwolves | 26                   | 56                   | .317                 | 33                   | 17–24                | 9–32                 | 10–14                |                      |
| Dallas Mavericks       | 26                   | 56                   | .317                 | 33                   | 16–25                | 10–31                | 10–14                |                      |
| Vancouver Grizzlies    | 15                   | 67                   | .183                 | 44                   | 10–31                | 5–36                 | 3–21                 |                      |

## Playoffs

### Primera ronda
Utah Jazz  vs. Portland Trail Blazers
| Fecha       | Partido                                   | Ciudad         |
| ----------- | ----------------------------------------- | -------------- |
| 25 de abril | Utah Jazz 110, Portland Trail Blazers 102 | Salt Lake City |
| 27 de abril | Utah Jazz 105, Portland Trail Blazers 90  | Salt Lake City |
| 29 de abril | Portland Trail Blazers 94, Utah Jazz 91   | Portland       |
| 1 de mayo   | Portland Trail Blazers 98, Utah Jazz 90   | Portland       |
| 5 de mayo   | Utah Jazz 102, Portland Trail Blazers 64  | Salt Lake City |
|             | Utah Jazz gana las series 3-2             |                |

### Semifinales de conferencia
San Antonio Spurs  vs. Utah Jazz
| Fecha      | Partido                             | Ciudad         |
| ---------- | ----------------------------------- | -------------- |
| 7 de mayo  | San Antonio Spurs 75, Utah Jazz 95  | San Antonio    |
| 9 de mayo  | San Antonio Spurs 88, Utah Jazz 77  | San Antonio    |
| 11 de mayo | Utah Jazz 105, San Antonio Spurs 75 | Salt Lake City |
| 12 de mayo | Utah Jazz 101, San Antonio Spurs 86 | Salt Lake City |
| 14 de mayo | San Antonio Spurs 98, Utah Jazz 87  | San Antonio    |
| 16 de mayo | Utah Jazz 108, San Antonio Spurs 81 | Salt Lake City |
|            | Utah Jazz gana las series 4-2       |                |

### Finales de conferencia
Seattle SuperSonics  vs. Utah Jazz
| Fecha      | Partido                                 | Ciudad         |
| ---------- | --------------------------------------- | -------------- |
| 18 de mayo | Seattle SuperSonics 102, Utah Jazz 72   | Seattle        |
| 20 de mayo | Seattle SuperSonics 91, Utah Jazz 87    | Seattle        |
| 24 de mayo | Utah Jazz 96, Seattle SuperSonics 76    | Salt Lake City |
| 26 de mayo | Utah Jazz 86, Seattle SuperSonics 88    | Salt Lake City |
| 28 de mayo | Seattle SuperSonics 95, Utah Jazz 98    | Seattle        |
| 30 de mayo | Utah Jazz 118, Seattle SuperSonics 83   | Salt Lake City |
| 2 de junio | Seattle SuperSonics 90, Utah Jazz 86    | Seattle        |
|            | Seattle SuperSonics gana las series 4-3 |                |

## Estadísticas

### Temporada regular
| Rk | Jugador        | Edad | P  | PT | MP   | TC  | TCI  | %TC  | T3  | T3I | %T3  | TL  | TLI | %TL  | RO  | RD  | RT  | AS   | RB  | TAP | BP  | FP  | PTS  |
| -- | -------------- | ---- | -- | -- | ---- | --- | ---- | ---- | --- | --- | ---- | --- | --- | ---- | --- | --- | --- | ---- | --- | --- | --- | --- | ---- |
| 1  | Karl Malone    | 32   | 82 | 82 | 38.0 | 9.6 | 18.5 | .519 | 0.2 | 0.5 | .400 | 6.2 | 8.6 | .723 | 2.1 | 7.7 | 9.8 | 4.2  | 1.7 | 0.7 | 2.4 | 3.0 | 25.7 |
| 2  | John Stockton  | 33   | 82 | 82 | 35.5 | 5.4 | 10.0 | .538 | 1.2 | 2.7 | .422 | 2.9 | 3.4 | .830 | 0.7 | 2.1 | 2.8 | 11.2 | 1.7 | 0.2 | 3.0 | 2.5 | 14.7 |
| 3  | Jeff Hornacek  | 32   | 82 | 59 | 31.6 | 5.4 | 10.7 | .502 | 1.3 | 2.7 | .466 | 3.2 | 3.5 | .893 | 0.8 | 1.8 | 2.5 | 4.1  | 1.3 | 0.2 | 1.5 | 2.1 | 15.2 |
| 4  | David Benoit   | 27   | 81 | 63 | 24.2 | 3.1 | 7.2  | .439 | 0.8 | 2.4 | .333 | 1.1 | 1.4 | .777 | 1.1 | 3.6 | 4.7 | 1.0  | 0.5 | 0.6 | 0.9 | 2.0 | 8.2  |
| 5  | Chris Morris   | 30   | 66 | 33 | 21.6 | 4.0 | 9.2  | .437 | 1.0 | 3.0 | .320 | 1.5 | 1.9 | .772 | 1.5 | 2.0 | 3.5 | 1.2  | 1.0 | 0.3 | 1.1 | 2.1 | 10.5 |
| 6  | Adam Keefe     | 25   | 82 | 0  | 20.8 | 2.2 | 4.2  | .520 | 0.0 | 0.0 | .000 | 1.7 | 2.5 | .692 | 2.1 | 3.4 | 5.5 | 0.8  | 0.6 | 0.5 | 1.1 | 2.1 | 6.1  |
| 7  | Antoine Carr   | 34   | 80 | 0  | 19.2 | 2.9 | 6.4  | .457 | 0.0 | 0.0 | .000 | 1.4 | 1.8 | .792 | 0.9 | 1.6 | 2.5 | 0.9  | 0.4 | 0.8 | 1.0 | 3.2 | 7.3  |
| 8  | Felton Spencer | 28   | 71 | 70 | 17.8 | 2.1 | 4.0  | .520 | 0.0 | 0.0 |      | 1.5 | 2.1 | .689 | 1.4 | 2.9 | 4.3 | 0.2  | 0.3 | 0.8 | 1.1 | 3.4 | 5.6  |
| 9  | Howard Eisley  | 23   | 65 | 0  | 14.8 | 1.6 | 3.7  | .430 | 0.2 | 1.0 | .226 | 1.0 | 1.2 | .844 | 0.3 | 0.9 | 1.2 | 2.2  | 0.4 | 0.0 | 1.2 | 2.0 | 4.4  |
| 10 | Jamie Watson   | 23   | 16 | 0  | 13.6 | 1.1 | 2.7  | .419 | 0.2 | 0.4 | .429 | 0.6 | 0.8 | .692 | 0.3 | 1.4 | 1.7 | 1.5  | 0.5 | 0.1 | 1.1 | 1.9 | 3.0  |
| 11 | Greg Ostertag  | 22   | 57 | 10 | 11.6 | 1.5 | 3.2  | .473 | 0.0 | 0.0 |      | 0.6 | 0.9 | .667 | 1.0 | 2.1 | 3.1 | 0.1  | 0.1 | 1.1 | 0.4 | 1.6 | 3.6  |
| 12 | Greg Foster    | 27   | 73 | 2  | 11.0 | 1.5 | 3.3  | .439 | 0.0 | 0.1 | .125 | 0.8 | 1.0 | .847 | 0.7 | 1.7 | 2.4 | 0.3  | 0.1 | 0.3 | 0.8 | 1.6 | 3.8  |
| 13 | Bryon Russell  | 25   | 59 | 9  | 9.8  | 0.9 | 2.4  | .394 | 0.2 | 0.7 | .350 | 0.8 | 1.1 | .716 | 0.5 | 1.1 | 1.5 | 0.5  | 0.5 | 0.1 | 0.6 | 1.1 | 2.9  |
| 14 | Andy Toolson   | 30   | 13 | 0  | 4.1  | 0.6 | 1.7  | .364 | 0.2 | 0.9 | .250 | 0.2 | 0.3 | .750 | 0.0 | 0.5 | 0.5 | 0.1  | 0.0 | 0.0 | 0.2 | 0.9 | 1.7  |

### Playoffs
| Rk | Jugador        | Edad | P  | PT | MP   | TC   | TCI  | %TC  | T3  | T3I | %T3  | TL  | TLI | %TL  | RO  | RD  | RT   | AS   | RB  | TAP | BP  | FP  | PTS  |
| -- | -------------- | ---- | -- | -- | ---- | ---- | ---- | ---- | --- | --- | ---- | --- | --- | ---- | --- | --- | ---- | ---- | --- | --- | --- | --- | ---- |
| 1  | Karl Malone    | 32   | 18 | 18 | 40.3 | 10.4 | 22.3 | .469 | 0.0 | 0.2 | .000 | 5.6 | 9.8 | .574 | 2.6 | 7.7 | 10.3 | 4.4  | 1.9 | 0.6 | 2.5 | 3.4 | 26.5 |
| 2  | John Stockton  | 33   | 18 | 18 | 37.7 | 3.9  | 8.7  | .446 | 0.6 | 2.1 | .289 | 2.7 | 3.3 | .814 | 0.8 | 2.4 | 3.2  | 10.8 | 1.6 | 0.4 | 3.2 | 2.8 | 11.1 |
| 3  | Jeff Hornacek  | 32   | 18 | 18 | 35.8 | 5.8  | 11.5 | .502 | 1.9 | 3.2 | .586 | 4.1 | 4.6 | .890 | 1.2 | 2.4 | 3.6  | 3.3  | 1.1 | 0.2 | 1.5 | 2.3 | 17.5 |
| 4  | Bryon Russell  | 25   | 18 | 0  | 25.5 | 3.2  | 6.9  | .468 | 1.4 | 2.9 | .472 | 1.7 | 2.1 | .816 | 0.9 | 3.2 | 4.2  | 1.2  | 1.3 | 0.5 | 0.6 | 2.3 | 9.6  |
| 5  | Antoine Carr   | 34   | 18 | 0  | 18.8 | 2.6  | 5.4  | .474 | 0.0 | 0.0 |      | 0.9 | 1.4 | .680 | 0.6 | 1.3 | 1.9  | 1.2  | 0.2 | 0.8 | 0.9 | 3.7 | 6.1  |
| 6  | David Benoit   | 27   | 14 | 5  | 18.5 | 2.4  | 5.0  | .471 | 1.0 | 2.0 | .500 | 0.5 | 0.6 | .778 | 0.4 | 2.2 | 2.6  | 0.5  | 0.1 | 0.2 | 1.0 | 1.2 | 6.2  |
| 7  | Chris Morris   | 30   | 18 | 13 | 17.8 | 2.5  | 5.9  | .425 | 0.6 | 2.1 | .270 | 0.7 | 0.9 | .750 | 1.3 | 2.6 | 3.9  | 1.1  | 0.7 | 0.4 | 0.8 | 1.4 | 6.2  |
| 8  | Felton Spencer | 28   | 18 | 18 | 15.3 | 1.3  | 2.9  | .434 | 0.0 | 0.1 | .000 | 0.3 | 0.5 | .556 | 1.4 | 1.6 | 3.0  | 0.1  | 0.3 | 1.2 | 1.1 | 3.2 | 2.8  |
| 9  | Greg Ostertag  | 22   | 15 | 0  | 14.1 | 1.3  | 3.0  | .444 | 0.0 | 0.0 |      | 0.9 | 1.4 | .619 | 1.2 | 2.1 | 3.3  | 0.1  | 0.1 | 1.4 | 0.3 | 1.9 | 3.5  |
| 10 | Howard Eisley  | 23   | 18 | 0  | 11.2 | 0.9  | 2.3  | .381 | 0.2 | 0.5 | .333 | 1.0 | 1.2 | .818 | 0.2 | 1.0 | 1.2  | 2.4  | 0.2 | 0.1 | 0.6 | 1.6 | 2.9  |
| 11 | Adam Keefe     | 25   | 17 | 0  | 10.5 | 1.4  | 2.0  | .676 | 0.1 | 0.1 | .500 | 0.6 | 1.0 | .647 | 0.5 | 1.4 | 1.9  | 0.1  | 0.2 | 0.1 | 0.5 | 1.4 | 3.4  |
| 12 | Greg Foster    | 27   | 12 | 0  | 6.3  | 0.9  | 1.8  | .500 | 0.0 | 0.0 |      | 0.5 | 0.8 | .600 | 0.5 | 0.5 | 1.0  | 0.2  | 0.1 | 0.2 | 0.4 | 1.3 | 2.3  |

## Galardones y récords
| Jugador       | Galardón                              |
| Karl Malone   | Mejor quinteto de la NBA All-Star     |
| John Stockton | 2.º Mejor quinteto de la NBA All-Star |